# Bec-en-arc cendré
Oncostoma cinereigulare
Espèce
Statut de conservation UICN

 LC  : Préoccupation mineure
Le Bec-en-arc cendré (Oncostoma cinereigulare), également appelé tyranneau à bec courbe, est une espèce de passereaux de la famille des Tyrannidae.

## Description
Le Bec-en-arc cendré a le plumage olive, les plumes étant plus sombres au centre. La nuque, le dos, les scapulaires et la couverture supérieure de la queue sont de couleur vert-olive, les ailes sont sombres avec les rémiges bordées de vert-olive et les tertiaires sont plus jaunes. La queue est sombre bordurée de vert-olive. La tête est gris ardoise plus ou moins teintée d'olive avec les côtés gris clair et les lores mélangés de blanc. Le menton et la gorge sont blanc grisâtre striés de gris, la poitrine étant similaire mais avec le gris prédominant. Le reste des parties inférieures est jaune soufre avec les flancs striés d'olive. Le dessous des ailes est jaune soufre avec l'intérieur des rémiges blanchâtre. Le bec, long et courbé, est de couleur corne foncé avec la base blanchâtre, les pattes étant brun pâle. Cet oiseau mesure environ 11 cm.

## Répartition
Le bec-en-arc cendré est présent du sud du Mexique jusqu'au nord du Panama.

## Habitat
Cette espèce, peu visible, fréquente les basses terres couvertes de forêts à feuillage persistant.

## Alimentation
Le bec-en-arc cendré se nourrit de petites baies de gui et d'insectes.

## Nidification
Il pond 1 ou 2 œufs blanchâtres couronnés de brun clair dans un nid globulaire fait de fibres végétales avec une entrée latérale qu'il garnit de mousse et de fibres de fruits.

## Sous-espèces
Il n'existe pas de sous-espèce de cet oiseau.